# Mooball-Nationalpark
Der Mooball-Nationalpark ist ein Nationalpark im äußersten Nordosten des australischen Bundesstaates New South Wales, 648 Kilometer nordöstlich von Sydney und rund 45 Kilometer nordöstlich von Lismore.
Der Park liegt nordöstlich des Mount-Jerusalem-Nationalparks nur rund 10 Kilometer von der Küste entfernt. Der Nationalpark hieß früher Mooball State Forest und stellt mit seinen subtropischen Tiefland-Regenwäldern, die etwa ein Drittel seiner Fläche bedecken, ein wichtiges Biotop dar. Begrenzt wird der Park durch die Codong Range und die Burringbar Range, beides Gebirge, deren dem Tiefland zugewandte Hänge auch noch im Park integriert sind. Deren Gipfel erheben sich auf zwischen 40 Meter und 391 Meter. Rund um den Park wird das Land für den Holzeinschlag, als Viehweide und als Bananenplantagen genutzt.